# يوتاكا تانايوي
يوتاكا تانايوي (باليابانية: 田上 裕) (12 يناير 1986 في كاغوشيما في اليابان – )؛ هو لاعب كرة قدم ياباني سابق كان يلعب كلاعب وسط.

## وصلات خارجية
- يوتاكا تانايوي على موقع رابطة كرة القدم اليابانية للمحترفين (اليابانية)
- يوتاكا تانايوي على موقع قاعدة بيانات كرة القدم.إي يو (الإنجليزية)
- يوتاكا تانايوي على موقع Soccerway.com (الإنجليزية)
- يوتاكا تانايوي على موقع عالم كرة القدم.نت (الإنجليزية)